# Harry Sørensen
Rino Harry Charles (Harry) Sørensen (Flensburg, 19 april 1892 - Aarhus, 14 september 1963) was een Deens turner. 
Sørensen won met de Deense ploeg de gouden medaille in de landenwedstrijd volgens het vrije systeem tijdens de Olympische Zomerspelen 1920.

## Resultaten

### Olympische Zomerspelen
| Jaar | Plaats    | Resultaten                         |
| ---- | --------- | ---------------------------------- |
| 1920 | Antwerpen | in de landenwedstrijd vrij systeem |